# Pałęgi
Pałęgi – wieś w Polsce położona w województwie świętokrzyskim, w powiecie kieleckim, w gminie Mniów.
| SIMC    | Nazwa   | Rodzaj    |
| ------- | ------- | --------- |
| 0253379 | Brzoski | część wsi |
| 0253385 | Lasek   | część wsi |

W latach 1975–1998 miejscowość administracyjnie należała do województwa kieleckiego.